# Literatura de Finlandia
Finlandia es un país con una fuerte tradición literaria, con una literatura popular que se expresaba en los dialectos regionales del finés y con una tradición literaria actual en dos lenguas el idioma finés y el idioma sueco, además de la reciente llegada de la literatura sami.

## Literatura oral
Finlandia cuenta con una larga tradición de literatura oral su base era una poesía popular que se recitaba cantada por los cantores populares, los bardos que las cantaban con diferentes melodías, a veces acompañándose del kantele, en las regiones del norte era dos cantores los que recitaban las poesías, mientras que en el sur era uno sólo, generalmente una mujer, a la que acompañaba un coro.
La transmisión de los textos era únicamente oral pero no se recitaban de forma idéntica cada vez, sino que se dejaba lugar para la inspiración y la improvisación.
Conocidos como Arhippa Perttunen y Larin Paraske tenían un repertorio de miles de versos.
A partir del siglo XVI se comenzó a recoger por escrito estos poemas pero en el siglo XIX cuando comenzó a interesar la literatura popular, la Sociedad de Literatura Finesa recogió miles de piezas populares y Elias Lönnrot partiendo de poemas recogidos por él y por otros entusiastas redactó la epopeya Kalevala que fue la base sobre la cual se asentó la literatura finesa.

## Literatura escrita
La primera lengua literaria escrita de Finlandia fue el latín, las obras eran en su mayoría de carácter religioso, el Missale Aboense (1488), un misal del obispado de Turku y el "Manuale Aboense" (1522), un manual litúrgico.
Jacobus Finno, autor de las "Piae Cantiones" (1582) fue uno de los primeros autores fineses.
Pero el primer poema que describía el país no fue escrito en latín, sino en griego, el Magnus Principatus Finlandia (1679), obra de Johan Paulinus.
Ver artículo principal, Literatura sueca de Finlandia
El establecimiento de la Academia de Turku en 1640 supuso el nacimiento de una literatura que se expresaba en la lengua que dominaba entonces la administración y la vida cultural del país, el sueco; en un principio era una literatura de carácter religioso pero con las llegada de la influencia de la ilustración permitió que en el siglo XIX se desarrollase una literatura original.
Ver artículo principal, Literatura finesa
Mikael Agricola, el primer obispo protestante finés, fue el primer autor de lengua finesa conocido, autor de obras religiosas.
La literatura finesa pasará de ser una literatura secundaria respecto a la sueca a convertirse a finales del siglo XIX en la base de la literatura de Finlandia.
- La literatura sami de Finlandia tiene una larga tradición oral pero son pocos los autores samis fineses, entre todos ellos destaca Nils-Aslak Valkeapää

- Datos: Q11689286